# Mésozoïque
Stratigraphie
Paléozoïque Cénozoïque
Paléogéographie et climat
Faune et flore
Le Mésozoïque (du grec μέσος / mésos (« moyen, médian ») et ζωικός / zôikos (« animalier »)), anciennement appelé Ère secondaire ou Ère des Reptiles, est une ère géologique qui s'étend de 252,2 à 66,0 Ma, au cours de laquelle apparaissent de nombreuses espèces de mammifères et de dinosaures.
Sa limite inférieure correspond à l'extinction Permien-Trias et sa limite supérieure à l'extinction Crétacé-Paléogène.

## Étymologie et histoire de l'étude
Le terme mésozoïque a été créé en 1840 par le géologue britannique John Phillips. Ce terme signifie la « vie au milieu », comparativement à la « vie ancienne » du Paléozoïque et à la « vie récente » du Cénozoïque, car les fossiles retrouvés correspondent à différentes strates géologiques.
Le terme Ère secondaire remonte au XVIIIe siècle en France.

## Subdivisions
Le Mésozoïque, d'une durée totale de 186,2 Ma, comprend les trois périodes suivantes :
- le Trias, entre 252,17 ± 0,06 et 201,3 ± 0,2 Ma (durée : environ 50,9 Ma) : développement des dinosaures ;
- le Jurassique, entre 201,3 ± 0,2 et 145,0 Ma (env. 56,2 Ma) ;
- le Crétacé, entre 145,0 et 66,0 Ma (env. 79 Ma) : sa fin correspond à la disparition de la plupart des dinosaures (seuls subsisteront les oiseaux) et des ammonites.

## Position des continents
Au début du Mésozoïque, la totalité des terres émergées était rassemblée en un seul continent appelé Pangée. À partir du début du Trias, la Pangée se divise en deux ensembles continentaux, la Laurasie au Nord et le Gondwana au Sud.
La Laurasie se divise à son tour en Amérique du Nord et Eurasie tandis que Gondwana se sépare en quatre continents : Amérique du Sud, Afrique, Australie et Antarctique. La mer Téthys apparaît également durant cette période.
La géologie a des conséquences sur l'évolution des animaux terrestres, car la séparation des plaques par des mers ou des océans ainsi que le volcanisme en lien avec la dislocation de la Pangée, entraîne des contraintes évolutives différentes selon les milieux, de plus en plus diversifiés.

## Climat
Du point de vue du climat, l'uniformité qui régnait à l'époque primaire a disparu. L'étude des fossiles marins montre que la surface terrestre pouvait se diviser en trois zones climatiques, depuis chacun des pôles jusqu'à l'équateur. Il existait, comme aujourd'hui, des zones glaciales autour des pôles, caractérisées par une faune très pauvre, de la neige blanche et épaisse et des paysages montagneux ; des zones tempérées avec une faune plus riche, caractérisées surtout par l'abondance des coralliaires ; une zone équatoriale où la vie atteignait le maximum d'intensité.
Le climat était plus chaud qu'actuellement, et on n'a pas relevé de glaciation pendant tout le Mésozoïque. S'il n'existait pas de calottes glaciaires aux pôles, le climat y était cependant rigoureux, puisqu'on n'y retrouve pas de fossiles d'animaux à « sang froid » comme les tortues ou les crocodiles.

## Biodiversité

La diversification des plantes à fleurs est un phénomène évolutif majeur du Mésozoïque.

### Flore
L'atmosphère est chargée de gaz carbonique ce qui influence beaucoup l'environnement. La végétation devient moins luxuriante, ce qui ne l'empêche pas de présenter des formes beaucoup plus nombreuses et supérieures à celles de l'époque primaire. Les cryptogames n'ont plus des dimensions aussi gigantesques, mais les cycadées et les conifères envahissent les terrains désormais plus secs. 
Vers la fin de l'époque secondaire, on voit apparaître les monocotylédones et les dicotylédones angiospermes, qui prendront un grand développement pendant l'âge tertiaire.

### Faune
Le Mésozoïque est connu sous le nom plus familier d'âge des dinosaures, mais il est aussi marqué par l'apparition des oiseaux, des mammifères et des plantes angiospermes.
Il est caractérisé par une famille nouvelle de céphalopodes, celle des ammonites, qui apparaît au début et s'éteint à la fin de cet âge.
La faune secondaire comprend des protozoaires parmi lesquels les foraminifères perforés sont très abondants ; des spongiaires ; des polypes ; les crinoïdes pentacrines sont très nombreux ; les insectes particulièrement abondants dans le Jurassique ; les bélemnites, voisines de la seiche, nombreuses aussi.
La faune supérieure comprend des poissons dont l'ossification est beaucoup plus avancée qu'à l'époque primaire : les téléostéens apparaissent dans le Trias.
Les principaux diapsides sont :
- les nothosaures, ichthyosaures, plésiosaures, pliosaures et mosasaures, diapsides marins ;
- les dinosaures saurischiens et ornithischiens, diapsides terrestres ;
- les ptérosaures, diapsides volants.

Les oiseaux qui apparaissent à l'époque secondaire sont représentés d'abord par Archaeopteryx, le premier oiseau connu, puis par Hesperornis et Ichthyornis.
Enfin, les mammifères sont représentés par l'ordre des Protothériens, mammifères pourvus d'une poche marsupiale.
À la fin de cette ère, toutes les formes de vie modernes existent, bien que dans certains cas, et en particulier celui des mammifères, il s'agisse de formes primitives.

## Gisements de fossiles
Les gisements connus se comptent par centaines, mais le plus spectaculaire (en nombre de squelettes de vertébrés et de conservation) est le site des « collines brunes » (Ukhaa Tolgod), correspondant au Crétacé supérieur.
Il est situé en Mongolie dans le désert de Gobi. Là, bien que seule une zone d'environ 4 km2 ait été complètement fouillée, cette zone est en 2015 « la plus forte concentration de crânes et de squelettes de mammifères jamais trouvée pour tout le Mésozoïque » ; plus de 400 mammifères et lézards y ont été déclarés en 2015 rien que dans la zone de collecte principale, mais on a aussi trouvé des restes de l'oiseau Mononykus et des sites de nidification de dinosaures avec notamment le premier fossile connu d'embryon de dinosaure théropode. Par rapport aux autres gisements du Mésozoïque, la diversité et l'abondance des théropodes, mammifères et lézards est ici anormalement élevée. L'état exceptionnel des ossements de vertébrés d'Ukhaa Tolgod pourrait être expliqué par un paléoclimat aride ayant périodiquement causé une forte mortalité par des catastrophes de type tempête de sable majeure plutôt que coulée de boue ou enlisement ; en effet, si les faciès géologiques d'Ukhaa Tolgod sont de type fluvial, ils ont conservé des taux localement élevés de faciès éoliens qui plaident en faveur de l'hypothèse des tempêtes de sable, phénomène non retrouvé pour les gisements terrestres du Crétacé supérieur connus en Amérique du Nord et du Sud (où les fossiles sont presque tous trouvés dans des dépôts fluviaux).
Des gisements plus discrets mais qui ont eu une grande importance dans les mers sont les récifs d'éponges.